# Jacob Ondrejka
Jacob Axel Per Ondrejka (Landskrona, 2 september 2002) is een Zweeds voetballer.

## Clubcarrière
Ondrejka maakte op 7 april 2019 zijn officiële debuut in het eerste elftal van Landskrona BoIS: op de openingsspeeldag van de Ettan Södra liet trainer Billy Magnusson hem in de 1-0-zege tegen FC Trollhättan in de 70e minuut invallen voor Kevin Jensen. Ondrejka speelde dat seizoen 23 wedstrijden in de reguliere competitie, waarin Landskrona zich als nummer twee van zijn reeks plaatste voor barragewedstrijden tegen Östers IF, het nummer dertien uit de Superettan. Landskrona trok hierin aan het kortste eind.
In januari 2020 maakte de toen zeventienjarige Ondrejka de overstap naar eersteklasser IF Elfsborg. Met deze club werd hij in zijn debuutseizoen vicelandskampioen. Na zijn debuutseizoen kreeg Ondrejka een contractverlenging tot 2023.
In april 2023 ondertekende hij een vijfjarig contract bij de Belgische eersteklasser Royal Antwerp FC.